# Williamsport (Indiana)
Williamsport és una població dels Estats Units a l'estat d'Indiana. Segons el cens del 2006 tenia 1.932 habitants.

## Demografia
Segons el cens del 2000, Williamsport tenia 1.935 habitants, 762 habitatges, i 508 famílies. La densitat de població era de 711,5 habitants/km².
Dels 762 habitatges en un 31,6% hi vivien nens de menys de 18 anys, en un 55% hi vivien parelles casades, en un 7,7% dones solteres, i en un 33,3% no eren unitats familiars. En el 29,8% dels habitatges hi vivien persones soles el 17,5% de les quals corresponia a persones de 65 anys o més que vivien soles. El nombre mitjà de persones vivint en cada habitatge era de 2,41 i el nombre mitjà de persones que vivien en cada família era de 2,99.
Per edats la població es repartia de la següent manera: un 25,5% tenia menys de 18 anys, un 7,2% entre 18 i 24, un 26,9% entre 25 i 44, un 20,1% de 45 a 60 i un 20,3% 65 anys o més.
L'edat mediana era de 38 anys. Per cada 100 dones de 18 o més anys hi havia 86,1 homes.
La renda mediana per habitatge era de 39.605$ i la renda mediana per família de 46.912$. Els homes tenien una renda mediana de 32.429$ mentre que les dones 20.644$. La renda per capita de la població era de 17.026$. Entorn del 2,8% de les famílies i el 5,4% de la població estaven per davall del llindar de pobresa.

## Poblacions més properes
El següent diagrama mostra les poblacions més properes.